# Epidendrum strobilicaule
Epidendrum strobilicaule är en orkidéart som beskrevs av Eric Hágsater och Benelli. Epidendrum strobilicaule ingår i släktet Epidendrum och familjen orkidéer. Inga underarter finns listade i Catalogue of Life.